# Passage Kennedy
Le passage Kennedy, aussi appelé canal Kennedy (en anglais Kennedy Channel, en danois Kennedy Kanalen) est un passage maritime de l'océan Arctique entre le Groenland et l'île la plus septentrionale du Canada, l'île Ellesmere.
Il fait partie du détroit de Nares, dont il relie le bassin Kane au bassin Hall. Il débute au sud par les caps Lawrence et Jackson ; sa jonction avec le bassin Hall est marquée par les caps Baird et Morton. Il mesure environ 130 km de long pour une largeur variant de 24 à 32 km et pour une profondeur variant de 180 à 340 mètres.
Il fut nommé ainsi par Elisha Kane aux alentours de 1854 durant son second voyage arctique à la recherche de l'expédition perdue de Franklin. L'identité du Kennedy éponyme n'est cependant pas absolument certaine. Kane pourrait avoir choisi d'honorer son ami l'explorateur William Kennedy, qu'il connaissait depuis quelques années et avec qui il s'était impliqué dans la recherche de l'expédition Franklin. Cependant la plupart des historiens pensent qu'il s'agirait de John Pendleton Kennedy, le secrétaire américain à la Marine entre 1852 et 1853, et sous la direction duquel le second voyage arctique de Kane eut lieu.